# Noramidopyrine
La noramidopyrine, dipyrone ou métamizole selon la dénomination commune internationale (DCI) est un dérivé de la pyrazolone agissant comme antipyrétique et offrant des propriétés analgésiques et spasmolytiques modérées. Il n’exerce pas d’effet anti-inflammatoire.

## Historique
La noramidopyrine a été synthétisée puis commercialisée par les laboratoires Hoechst en 1922 sous les noms de spécialité de Novalgin, Neo-Novalgin, Baralgan ou Baralgin, et Melubrin,.
Le médicament trouve rapidement son indication pour des syndromes douloureux variés : maux de tête, douleurs dentaires, articulaires, dorsolombaires, neurologiques et même abdomino-génitales.
Les premiers cas d'agranulocytose sont déclarés dans les années 1930.
La molécule fait l'objet d'une mise en garde des prescripteurs en 1964 au Canada, est retirée du marché pour usage humain en 1977 aux États-Unis.

### Autres dénominations
- Dipyrone
- Métamizole

## Indications
Fortes douleurs et forte fièvre ne répondant pas aux autres mesures, comme par exemple pour le traitement d'une colique néphrétique.

## Contre-indications
- Insuffisance cardiaque, hépatique ou rénale grave
- Affections hématologiques
- Usage chez l’enfant

## Effets indésirables
- Toxicité hématologique grave (ex. : agranulocytose)[8]
- Crise de porphyrie
- Réactions allergiques pouvant aller jusqu’au choc anaphylactique
- Syndrome de Lyell
- Irritation veineuse et hypotension en cas d’administration intraveineuse

## Effets sur les animaux
Utilisée à visée antispasmodique et antalgique dans des spécialités (Buscopan) pour des animaux comme le veau, le chien ou le cheval, la noramidopyrine risque de provoquer des troubles médullaires et hématologiques (aplasie médullaire) chez le cheval.
En Europe, aucune spécialité n'est autorisée pour l'administration à des animaux producteurs de lait destiné à la consommation humaine, néanmoins son usage chez les animaux producteurs de lait reste possible dans le cadre de l'article 112 du règlement européen 2019/6 (Principe de la cascade) .